# Nordansjön, Västergötland
Nordansjön är en sjö i Töreboda kommun i Västergötland och ingår i Göta älvs huvudavrinningsområde.